# بد کمپانی (فیلم ۱۹۷۲)
بد کمپانی (انگلیسی: Bad Company) فیلمی به کارگردانی رابرت بنتون است که در سال ۱۹۷۲ منتشر شد.

## بازیگران
- بری براون
- جف بریجز
- جیم دیویس
- دیوید هادلستون
- جان سوج
- جفری لوئیس
- اد لاوتر